# ساره السنانی
ساره السنانی ورزشکار دو و میدانی زن در رشته پرتاب وزنه اهل امارات متحده عربی است که در بازی‌های پارالمپیک و بازی‌های پاراآسیایی در مجموع برندهٔ ۲ مدال برنز شده‌است.

## دستاوردها
| سال                              | مسابقه                           | محل برگزاری                      | مقام                             | رویداد                           | توضیحات                          |
| به نمایندگی از امارات متحده عربی | به نمایندگی از امارات متحده عربی | به نمایندگی از امارات متحده عربی | به نمایندگی از امارات متحده عربی | به نمایندگی از امارات متحده عربی | به نمایندگی از امارات متحده عربی |
| -------------------------------- | -------------------------------- | -------------------------------- | -------------------------------- | -------------------------------- | -------------------------------- |
| ۲۰۱۶                             | بازی‌های پارالمپیک تابستانی       | ریو د ژانیرو، برزیل              | ۳ام                              | پرتاب وزنه                       | ۵٫۰۹ متر                         |
| ۲۰۱۸                             | بازی‌های پاراآسیایی               | جاکارتا، اندونزی                 | ۳ام                              | پرتاب وزنه                       | ۵٫۲۸ متر                         |